# Centro social okupado
Centro social okupado (CSO), centro social okupado autogestionado (CSOA) o centro social juvenil (CSJ) son los nombres que reciben en varios lugares de Europa y Latinoamérica los edificios okupados, con la finalidad de que sirvan total o parcialmente para la realización de sus actividades. Es más frecuente entre los integrantes del movimiento la denominación «movimiento de centros sociales» que «movimiento okupa», esta última popularizada por la prensa.

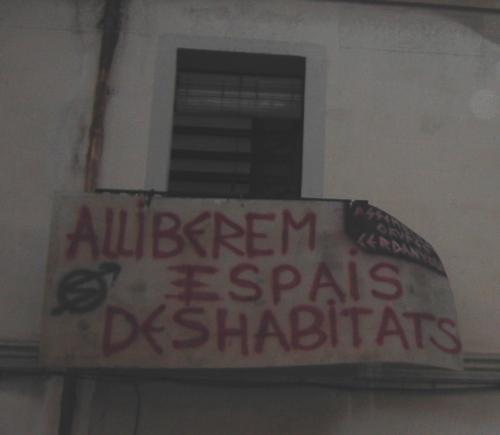
CSOA Ca la Ramona en Sardañola del Vallés.

La denominación centro social es la que se utiliza habitualmente en España, con las excepciones que se indican en los casos catalán y vasco. El nombre completo de un centro social suele ser «centro social okupado autogestionado» (abreviado en las siglas CSOA) o «espacio social autogestionado» (siendo las siglas ESA), seguido del nombre propio con el que se bautiza a la casa okupada. Al parecer, la denominación española fue importada de Italia, país en el que el movimiento cuenta con una larga historia y posee espacios muy emblemáticos, a finales de los años 1980; aunque en España podemos situar como precedente histórico la labor de los ateneos libertarios durante el primer tercio del siglo XX.
Un centro social puede llamarse de cualquier forma, aunque es muy habitual que el nombre haga referencia a la calle en la que se ubica (Seco, Lavapiés 15...), o al uso anterior del edificio (Minuesa, El Laboratorio, CSOA La Fábrika de Sueños, Fábrica Hamsa...). 
En Cataluña la denominación centro social compite con la catalana casal, y son frecuentes los nombres precedidos de can o ca n', que significa casa de: Can Vies, Can Titella, Ca n'Anglada, etc. En los lugares donde se habla el euskera se utiliza gaztetxe (por ejemplo, Gasteizko Gaztetxea), esto es, «casa de la juventud».

## Actividades
Los centros sociales okupados tratan de satisfacer la necesidad de una parte de la juventud de desarrollar una serie de actividades alternativas al ocio relacionado con el consumo como el que se practica en centros comerciales, salas de cine comercial...
En ellos se desarrollan talleres de todo tipo (música, pintura, costura, reparación de bicicletas, informática con Linux, etc.), conciertos (gratuitos, o siempre muy baratos), comedores populares (normalmente vegetarianos/veganos), campeonatos (de ajedrez, dardos, pelotamano etc.), charlas sobre cualquier tema, así como cualquier otra actividad para realizar una colecta, ya sea para el propio CSOA o bien en beneficio de detenidos en manifestaciones, presos políticos o cualquier colectivo que lo solicite y se comprometa a organizarla.
Los edificios en los que se llevan a cabo estos talleres pertenecen legalmente a personas físicas o jurídicas, por lo que son muchos los desalojos de estas casas, que se pueden producir sin incidentes o acompañados de violencia. Son destacables los desalojos de los gaztetxes de Pamplona (Euskal-Jai) o de los barrios bilbaínos de Santutxu (Sorgintxulo) y de Errekalde (Kukutza).

## Espacios alternativos de actividades
Alrededor de los centros sociales y los centros sociales okupados podemos encontrar un sinfín de estilos de grupos vecinales y movimientos sociales. Frecuentemente son organizados mediante asamblea. Asociaciones que pueden ser:
- Colectivos juveniles.
- Colectivos de okupas.
- Sindicatos u otras asociaciones, frecuentemente .
- Grupos de movimientos sociales o reivindicativos (ecologismo, protestas sociales y/o sindicales, etc.)
- Comunas, cooperativas u otros tipos de asambleas vecinales.
- Grupos de artistas y colectivos musicales.
- Movimientos hippies.
- Movimientos punks.
- Emisoras de radios libres.

Algunas de estas formas de asociación buscan organizarse en torno a centros sociales, llamados también espacios alternativos. Suelen ser edificios, locales e incluso pueblos abandonados, que se intentan recuperar declarándolos lugar de reunión popular donde se pueden poner en marcha iniciativas que no gozan de, o no desean, atención institucional, o para las que se desea abrir un sitio entre las rutinas de las clases trabajadoras.
Estas organizaciones pueden poner en marcha actividades tales como:

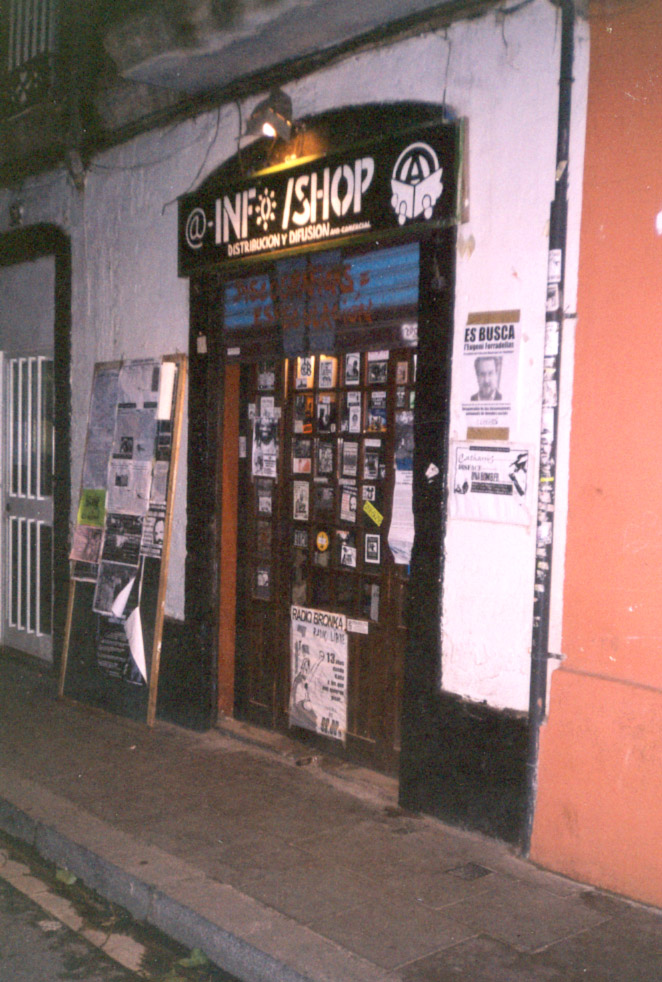
Edificio del desaparecido @Info/Shop de la calle Perill en Barcelona (Cataluña, España)

- Actividades culturales: conciertos, exposiciones, teatro, cine o vídeo...
- Cursillos y talleres.
- Charlas y jornadas temáticas, generalmente con contenido social (ecologismo, feminismo, análisis político y económico, sindicalismo...).
- Espacios de ensayo para grupos musicales, teatrales, artísticos, etc.
- Espacios para la producción de artesanías.
- Asambleas y espacios para movimientos sociales, las ONG y campañas de reivindicación.
- Organización de medios de contrainformación.
- Puesta en marcha de iniciativas editoriales, ya sean literarias, musicales, vídeos, merchandising, etc.
- Espacios para la venta de material editorial alternativo, ideológico, etc.
- Restaurantes alternativos, a precios reducidos, a menudo buscando poner en práctica métodos ecológicos de alimentación, como pueden ser vegetarianismo, veganismo, agricultura biológica, reciclado de alimentos desperdiciados por la industria alimentaria...
- Actividades de propuestas alternativas en general, básicamente dentro de líneas ecologistas y de asambleación, buscando experimentar con modos de vida y de trabajo que se desmarquen de una dependencia respecto a las estructuras estatales y las líneas de organización del trabajo marcadas por el neoliberalismo.

## Autogestión
Se busca siempre diseñar algún modelo de autogestión, en su caso entendida bajo los siguientes aspectos:
- Organización decisoria horizontal a través de asambleas.
- Autofinanciación a través de lo obtenido con la venta de material editorial o producido dentro de las actividades programadas (artesanía, etc.), entradas a actividades lúdicas, comidas, bar, si lo hay, etc.
- Es frecuente que se trate de evitar la financiación mediante subvenciones a asociaciones, específicamente, y en general toda deuda moral hacia las instituciones oficiales, aunque puede haber excepciones coyunturales.

Los centros sociales, que funcionan asambleariamente, escogen en estas encargados para las diferentes secciones del centro[cita requerida]:
- Los encargados de tesorería , que se encargan de la contabilidad, cuantificar las ganancias, guardarlas, distribución del dinero para actividades..., es decir, lo referente a la economía del Centro.
- Encargados de la propaganda, diseñar, editar y repartir los carteles de conciertos, talleres, charlas y diferentes actividades que se realizan en el Centro.
- Encargados de la música, contactar con los grupos que actúen en el Centro, acordar si hay que pagarles, aunque normalmente los grupos toquen gratuitamente no siempre es así y a veces se acuerda una entrada, de bajo coste, y se les paga un porcentaje, se costea el viaje si vienen de afuera... y se encargan también de buscar alojamiento a los integrantes del grupo si vienen de fuera.
- Encargado de los talleres, que distribuye el tiempo y días para estos, contacta con las personas necesarias para realizar las actividades, se preocupa de conseguir el material necesario...
- Un bibliotecario encargado de la biblioteca, si la hay, encargados del comedor, si lo hay, que se encargan de la obtención de alimentos, establecer el menú, cocinar y todo lo relacionado con el comedor.

Además cada taller tiene su encargado, que traza las actividades a realizar en este, enseña la materia a los interesados, se preocupa del materiál necesario, consultando con el tesorero para la obtención de este... Por último hay un calendario, en el que se pone un encargado por día, que tiene que encargarse del centro y lo que acontezca el día señalado, además de la barra del bar si lo hay, al final del día recoge, limpia y cierra el local, y contabiliza el dinero obtenido para entregarlo a tesorería.

## Espacios de convivencia
También se utilizan estos espacios con la intención de crear comunidades vecinales con planteamientos alternativos afines, o debido a la necesidad de soluciones a problemas de acceso a la vivienda.
Estos colectivos o espacios varían, desde pequeñas asociaciones, asambleas de varias asociaciones paralelas más o menos afines, grupos vecinales de okupas, grupos de recuperación de pueblos... que pueden servirse de un pequeño local, edificios enteros, e incluso calles y barriadas, pueblos y municipios.

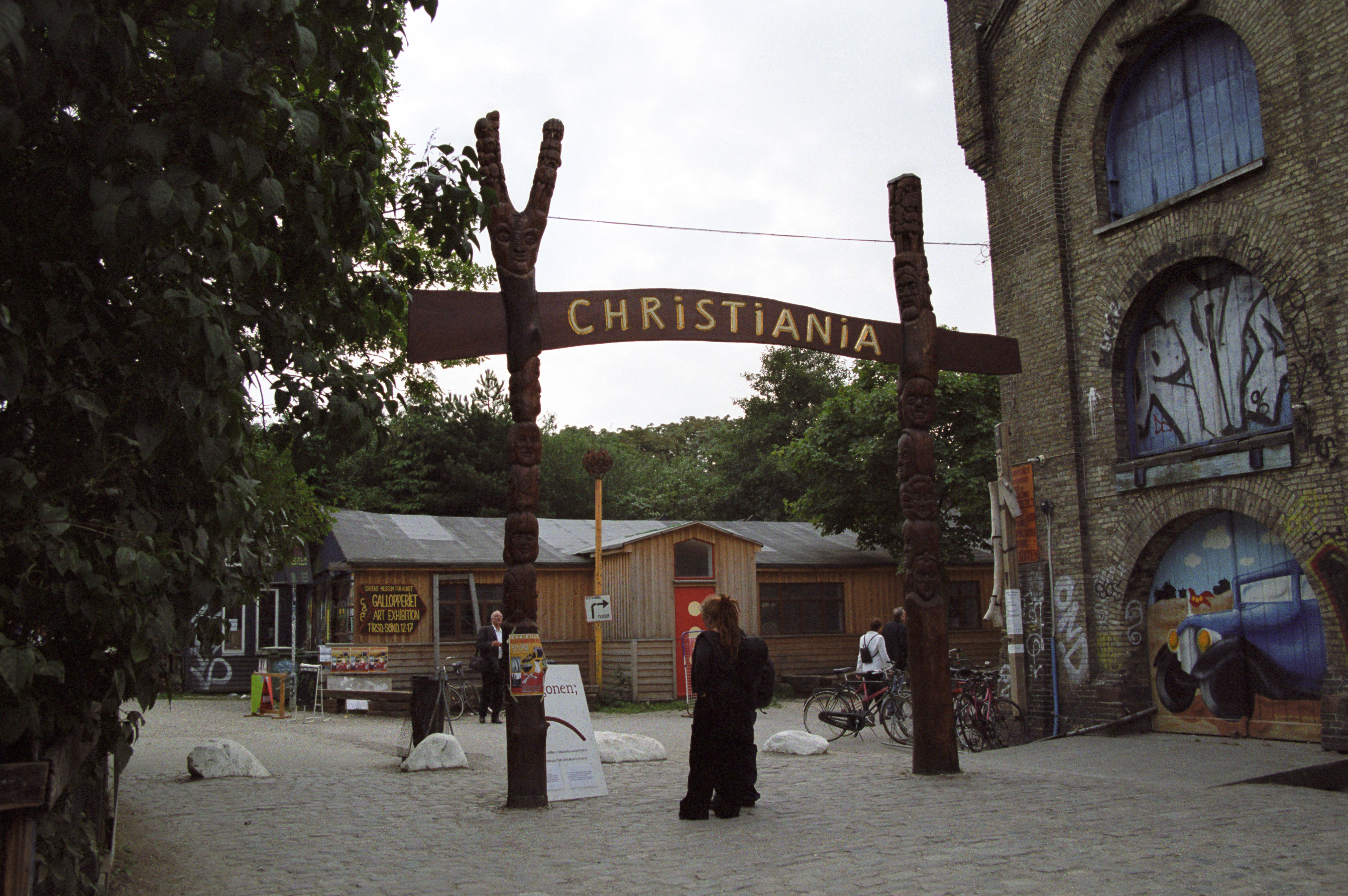
Vista de Christiania.

Como ejemplo fuerte de esto último podemos poner las comunidades alternativas de países del norte de Europa (Alemania, Holanda, Noruega, Suecia...), donde los movimientos sociales alternativos adquieren formas muy extensas y cohesionadas.

### Ejemplos
Dos casos famosos muy diferentes, que podemos relacionar a esta forma de vida y a su fuerza de convocatoria, son la comunidad de Christiania en Dinamarca, o algunos años de los barrios okupados de Hannover:
- Christiania es una comunidad de unos 800 habitantes establecida de forma semilegal, con acuerdos con el Estado y el Ministerio de Defensa daneses, en la que las decisiones colectivas y la aceptación de nuevos habitantes se toman de forma asamblearia.

- En la ciudad de Hannover ha habido barriadas de formas de vida alternativas, frecuentadas por gente afín al movimiento punk. Se cuenta que, como manifestación contra las injerencias de grupos de presión, se comenzaron a celebrar las llamadas “Jornadas del Caos”. Según esta idea, un sector con intereses financieros habría intercedido ante las instituciones para que el gobierno y las Fuerzas de Seguridad expulsasen a un gran colectivo de okupas de un barrio[cita requerida]. Los punks respondieron con disturbios convocados cada verano, a los que se sumaba un gran número de personas venidas de diferentes países. Las instituciones respondieron con grandes despliegues policiales y militares. Con motivo de la situación, también acudieron grupos de ultraderecha, viendo una oportunidad de legitimar el enfrentamiento violento contra los grupos punks.

## Oposición a los espacios alternativos
Estas comunidades de actividad alternativa a menudo se encuentran con la oposición vecinal, institucional o del sistema, o de grupos ideológicos contrarios:

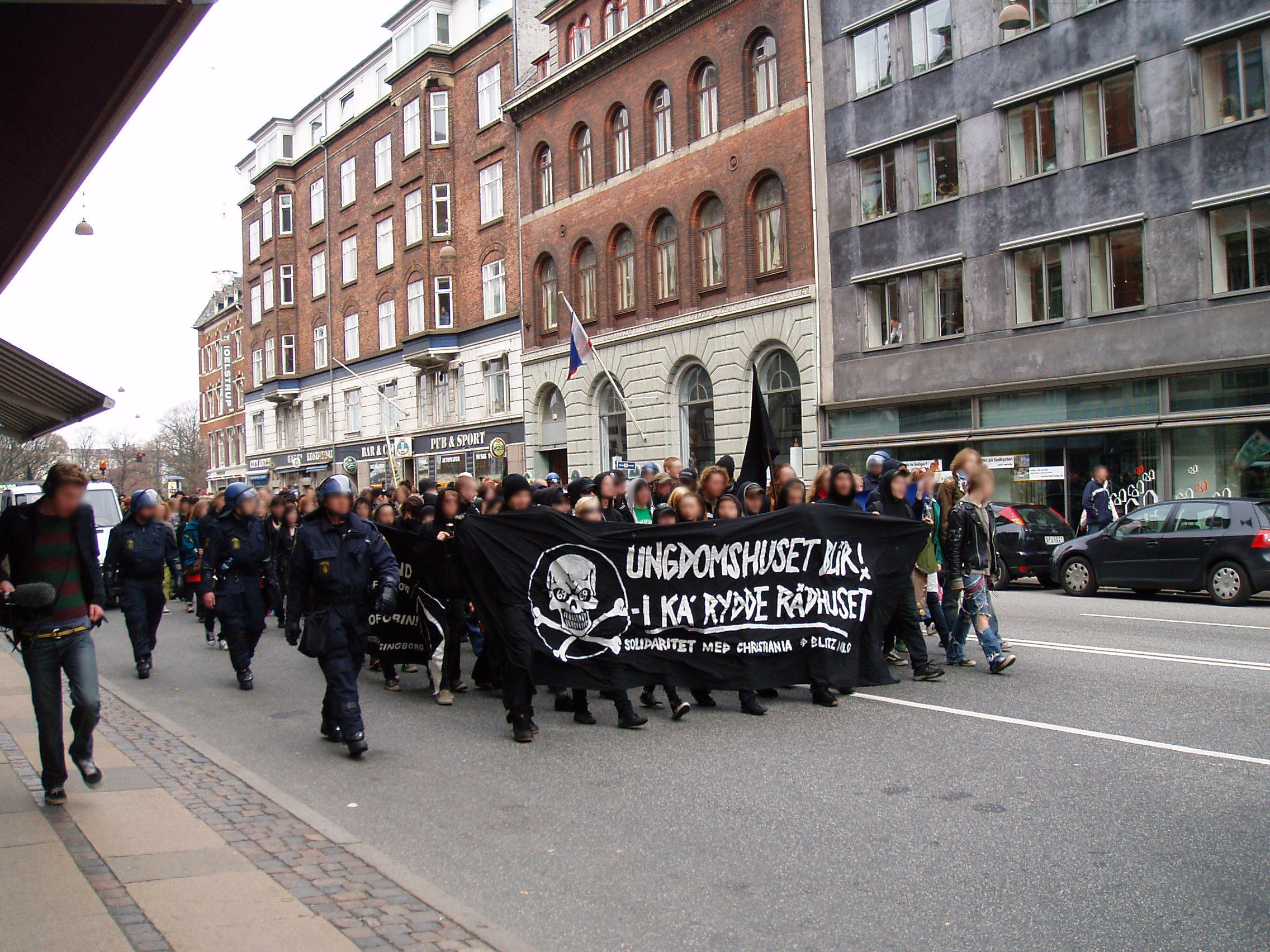
Manifestación de los usuarios de Ungdomshuset en 2006

- Por oposición del resto de vecinos.
- Por presión de los grupos de intereses inmobiliarios.
- Se defiende la idea de que, en ciudades de gran actividad financiera o comercial, a veces los movimientos alternativos son reprimidos por presión de los grupos empresariales, que pueden ver en estas formas de asociación un peligro para su influencia política, o señalarlas como factor de inestabilidad social o ciudadana. En estos casos, son de los primeros sectores sociales en apelar contra estos grupos, acusándolos de ser focos de delincuencia o posibles disturbios.
- En algunos casos, por ilegalidades respecto a impuestos sobre el suelo, la toma de energía eléctrica o las formas de comercio.
- Frecuentemente, por constituir una fuente de oposición a políticas locales, los grupos de poder que las sostienen o la estabilidad de las costumbres sociales no transgresoras.
- A veces son amenazados o agredidos por grupos de ultraderecha.

No obstante, no es infrecuente la aceptación y la convivencia ordenada, en muchos de los casos en que uno de estos centros o asociaciones aparecen en un barrio o pueblo.